# Emilia Lindqvist
Emilia Karolina Lindqvist, född 15 april 1855 i Västra Sallerups församling, Malmöhus län, död 23 oktober 1932 i Västra Sallerups församling, Malmöhus län, var en svensk arbetsförmedlingsföreståndare, politiker och kvinnopolitisk pionjär. Hon var en uppskattad talare inom nykterhetsrörelsens Godtemplarorden, första kvinna invald i Eslövs stadsfullmäktige, och ordförande för Eslövs arbetslöshetskommitté samt initiativtagare till Eslövs läsestuga.

## Biografi
Emilia Lindqvist växte upp i Eslöv och kämpade för nykterheten i samhället. Hon höll sitt första offentliga föredrag om nykterhet i Limhamn 1891 efter att ha blivit uppmanad av Emilie Rathou att engagera sig. Hon visade sig vara en skicklig talare och reste Sverige runt i många år, för att tala om nykterhetsfrågor inför ett stort antal människor. Hon representerade Godtemplarorden internationellt vid flera tillfällen.
1914 valdes hon in som första kvinna i Eslövs stadsfullmäktige. Där företrädde hon de frisinnade, fram till 1918. Utöver sitt politiska engagemang var Emilia Lindqvist en aktiv del av föreningslivet i Eslöv. Hon var ordförande under många år för Hundrakvinnoföreningen, (sjukkassan) samt för Eslövs lokalförening av Landsföreningen för kvinnans politiska rösträtt 1903–1913, där hon också var medlem i centralstyrelsen. Den 14 april 1909 utnämndes hon till föreståndare för Eslövs offentliga arbetslöshetskontor. Hon var en av de första kvinnorna i Sverige att bli utnämnd till föreståndare för en offentlig arbetsförmedling.